# امرأة سيئة
مثل امرأة سيئة (بالإنجليزية: Such a nasty woman) هي عبارة استخدمت سنة 2016 من قبل المرشح الرئاسي آنذاك دونالد ترامب موجهًا إياها إلى خصمته هيلاري كلينتون خلال المناظرة الثالثة في خضم حملة الانتخابات. العبارة أثارت اهتمام الصحافة حول العالم، وأصبحت نداءً فيروسيًا لبعض الناخبات النساء.
العبارة صارت ميمًا، كما أثرت في صناعة الثقافة الشعبية، الكتب والمجلات، إضافةً إلى المعارض الفنيّة، والحفلات والمسارح؛ كما أضحت العبارة صرخة نداء لحقوق المرأة لدى بعض وسائل الإعلام. نينا ماريا دونوفان، فنانة صلام مراهقة كتبت شعرًا بعنوان «المرأة السيئة» والذي أدته آشلي جود في المظاهرة النسوية التي تبعت تنصيب دونالد ترامب رئيسًا للولايات المتحدة.